# Rashid Riyadh Al-Ameeri
Rashid Riyadh Al-Ameeri, född 29 juni 1967, är en friidrottare från Bahrain. Han deltog vid olympiska sommarspelen 1992.